# Alati za stezanje
Stezni alat služi za stezanje (fiksiranje) predmeta za razne potrebe, uglavnom da bi se predmeti mogli obrađivati drugim alatima ili na mašinama. Tu možemo ubrojiti stezne glave na raznim mašinama, kao što su strugovi, glodalice, bušilice itd. Isto tako tu spadaju ručne stolarske stege, bravarski škripovi, grip kliješta...
Poseban dio su specijalni stezni alati, izrađeni za jedan proizvod (predmet obrade). Specijalni alati imaju opravdanje najčešće kod serijske proizvodnje kao sredstvo za ubrzavanje procesa i/ili olakšavanje rada. Ali ponekad se izrađuju i zbog nemogućnosti da se nešto uradi bez njih.